# Mistrzostwa Świata Juniorów w Hokeju na Lodzie 2024 (I Dywizja)
Mistrzostwa Świata Juniorów w Hokeju na Lodzie I dywizji 2024 odbyły się w dwóch państwach: na Węgrzech (Budapeszt) oraz w Słowenii (Bled). Zawody grupy A zostały rozegrane w dniach 10-16 grudnia 2023, natomiast grupy B w dniach 11–17 grudnia 2023 roku.
W mistrzostwach drugiej dywizji uczestniczyło 12 zespołów, które zostały podzielone na dwie grupy po 6 zespołów. Rozgrywały one mecze systemem każdy z każdym. Pierwsza drużyna turnieju grupy A awansowała do mistrzostw świata elity, a ostatni zespół grupy A zagrał w grupie B, zastępując zwycięzcę turnieju grupy B. Najsłabsza drużyna grupy B spadła do drugiej dywizji.
Hale, w których odbyły się zawody to:
- Tüskecsarnok (Budapeszt)
- Ice Arena Bled (Bled)

## Grupa A
Wyniki
| 10 grudnia 2023 | Dania | 4:6 | Francja | Tüskecsarnok, Budapeszt |

| Szczegóły      | Szczegóły                                                                                  | Szczegóły       | Szczegóły | Szczegóły |
| -------------- | ------------------------------------------------------------------------------------------ | --------------- | --- | --- |
| Godzina: 12:30 | O. Mølgaard (EQ) 19:41 O. Marloth (EQ) 37:18 M. Andersen (EQ) 57:38 M. Andersen (EA) 58:59 | (1:1, 1:1, 2:4) | 17:33 (PP) P. Perrenoud 24:56 (SH) H. Raveaud 43:20 (EQ) U. Tournier 45:47 (PP) M. Chapuis 54:58 (EQ) V. Grossetete 59:55 (EQ/ENG) P. Perrenoud | Widzów: 69 Sędzia główny: Achim Mooseberger Alexander Österberg Sędziowie liniowi: Brian Birkhoff Tomas Gegan |
| Godzina: 12:30 | 6 min. kar                                                                                 |                 | 6 min. kar | Widzów: 69 Sędzia główny: Achim Mooseberger Alexander Österberg Sędziowie liniowi: Brian Birkhoff Tomas Gegan |

| 10 grudnia 2023 | Węgry | 2:5 | Kazachstan | Tüskecsarnok, Budapeszt |

| Szczegóły      | Szczegóły                                 | Szczegóły       | Szczegóły | Szczegóły                                                                                                   |
| -------------- | ----------------------------------------- | --------------- | --- | --- |
| Godzina: 16:00 | G. Mihalik (EQ) 13:26 B. Dobos (EQ) 38:16 | (1:2, 1:0, 0:3) | 03:36 (EQ) B. Orazow 12:14 (PP) J. Smołijaninow 48:47 (EQ) A. Awdiejenko 52:40 (EQ) W. Łogwin 57:13 (SH) W. Łogwin | Widzów: 987 Sędzia główny: Martin Jobbagy Christian Ofner Sędziowie liniowi: Dominik Altmann Emil Dalsgaard |
| Godzina: 16:00 | 8 min. kar                                |                 | 6 min. kar | Widzów: 987 Sędzia główny: Martin Jobbagy Christian Ofner Sędziowie liniowi: Dominik Altmann Emil Dalsgaard |

| 10 grudnia 2023 | Japonia | 2:5 | Austria | Tüskecsarnok, Budapeszt |

| Szczegóły      | Szczegóły                                   | Szczegóły       | Szczegóły                                                                                                   | Szczegóły                                                                                               |
| -------------- | ------------------------------------------- | --------------- | --- | --- |
| Godzina: 19:30 | S. T. Maxner (EQ) 19:48 T. Ushio (EQ) 58:18 | (1:2, 0:3, 1:0) | 08:44 (PP) I. Scherzer 17:28 (EQ) J. Lippitsch 34:28 (EQ) L. Erne 36:16 (EQ) P. Reiner 37:14 (EQ) J. Dobnig | Widzów: 125 Sędzia główny: Zsombor Palkovi Christian Persson Sędziowie liniowi: Michał Gerne Tadej Snoj |
| Godzina: 19:30 | 6 min. kar                                  |                 | 2 min. kar                                                                                                  | Widzów: 125 Sędzia główny: Zsombor Palkovi Christian Persson Sędziowie liniowi: Michał Gerne Tadej Snoj |

| 11 grudnia 2023 | Francja | 5:3 | Japonia | Tüskecsarnok, Budapeszt |

| Szczegóły      | Szczegóły | Szczegóły       | Szczegóły                                                           | Szczegóły                                                                                                 |
| -------------- | --- | --------------- | ------------------------------------------------------------------- | --- |
| Godzina: 12:30 | V. Grossetete (PP) 03:01 V. Grossetete (PP) 20:22 R. da Graca Brites (EQ) 47:23 E. Tavernier (EQ) 51:54 E. Tavernier (EQ/ENG) 59:40 | (1:1, 1:2, 3:0) | 16:07 (PP) S. T. Maxner 20:59 (EQ) S. T. Maxner 21:38 (EQ) T. Ushio | Widzów: 67 Sędzia główny: Michał Baca Christian Ofner Sędziowie liniowi: Dominik Altmann Barna Kis-Király |
| Godzina: 12:30 | 6 min. kar |                 | 10 min. kar                                                         | Widzów: 67 Sędzia główny: Michał Baca Christian Ofner Sędziowie liniowi: Dominik Altmann Barna Kis-Király |

| 11 grudnia 2023 | Kazachstan | 3:2 | Dania | Tüskecsarnok, Budapeszt |

| Szczegóły      | Szczegóły                                                         | Szczegóły       | Szczegóły                                      | Szczegóły                                                                                              |
| -------------- | ----------------------------------------------------------------- | --------------- | ---------------------------------------------- | --- |
| Godzina: 16:00 | B. Orazow (EQ) 44:57 K. Łjapunow (EQ) 48:40 R. Ospanow (EQ) 56:46 | (0:1, 0:0, 3:1) | 15:13 (EQ) O. Mølgaard 46:13 (EQ) A. Schioldan | Widzów: 114 Sędzia główny: Zsombor Palkovi Christian Persson Sędziowie liniowi: Tadej Snoj David Szabo |
| Godzina: 16:00 | 6 min. kar                                                        |                 | 10 min. kar                                    | Widzów: 114 Sędzia główny: Zsombor Palkovi Christian Persson Sędziowie liniowi: Tadej Snoj David Szabo |

| 11 grudnia 2023 | Austria | 3:2 | Węgry | Tüskecsarnok, Budapeszt |

| Szczegóły      | Szczegóły                                                     | Szczegóły       | Szczegóły                                | Szczegóły                                                                                                 |
| -------------- | ------------------------------------------------------------- | --------------- | ---------------------------------------- | --- |
| Godzina: 19:30 | D. Cernik (PP) 09:22 D. Cernik (EQ) 31:51 G. Biber (EQ) 59:11 | (1:1, 1:1, 1:0) | 05:05 (PP) L. Farkas 38:17 (PP) B. Dobos | Widzów: 801 Sędzia główny: Martin Jobbagy Alexander Österberg Sędziowie liniowi: Tomas Gegan Michał Gerne |
| Godzina: 19:30 | 8 min. kar                                                    |                 | 8 min. kar                               | Widzów: 801 Sędzia główny: Martin Jobbagy Alexander Österberg Sędziowie liniowi: Tomas Gegan Michał Gerne |

| 13 grudnia 2023 | Kazachstan | 4:0 | Francja | Tüskecsarnok, Budapeszt |

| Szczegóły      | Szczegóły                                                                                      | Szczegóły       | Szczegóły   | Szczegóły                                                                                              |
| -------------- | ---------------------------------------------------------------------------------------------- | --------------- | ----------- | --- |
| Godzina: 12:30 | D. Nurkenow (SH) 08:48 J. Smołijaninow (PP) 31:19 D. Nurkenow (PP) 52:10 S. Simonow (EQ) 53:59 | (1:0, 1:0, 2:0) |             | Widzów: 112 Sędzia główny: Christian Ofner Zsombor Palkovi Sędziowie liniowi: Tomas Gegan Michał Gerne |
| Godzina: 12:30 | 8 min. kar                                                                                     |                 | 12 min. kar | Widzów: 112 Sędzia główny: Christian Ofner Zsombor Palkovi Sędziowie liniowi: Tomas Gegan Michał Gerne |

| 13 grudnia 2023 | Japonia | 5:4 pd. | Węgry | Tüskecsarnok, Budapeszt |

| Szczegóły      | Szczegóły                                                                                                  | Szczegóły            | Szczegóły                                                                              | Szczegóły                                                                                              |
| -------------- | --- | -------------------- | -------------------------------------------------------------------------------------- | --- |
| Godzina: 16:00 | F. Suzuki (EQ) 00:30 A. Sasanuma (EQ) 02:20 J. Kokuwa (EQ) 19:24 R. Takada (EA) 59:41 J. Kokuwa (EQ) 60:16 | (3:2, 0:1, 1:1, 1:0) | 13:58 (EQ) M. Nemes 18:13 (EQ) O. Farkas 29:33 (PP) M. Szabó Rácz 42:24 (EQ) C. Ravasz | Widzów: 548 Sędzia główny: Michał Baca Martin Jobbagy Sędziowie liniowi: Brian Birkhoff Emil Dalsgaard |
| Godzina: 16:00 | 8 min. kar                                                                                                 |                      | 8 min. kar                                                                             | Widzów: 548 Sędzia główny: Michał Baca Martin Jobbagy Sędziowie liniowi: Brian Birkhoff Emil Dalsgaard |

| 13 grudnia 2023 | Austria | 3:4 | Dania | Tüskecsarnok, Budapeszt |

| Szczegóły      | Szczegóły                                                             | Szczegóły       | Szczegóły                                                                                | Szczegóły |
| -------------- | --------------------------------------------------------------------- | --------------- | ---------------------------------------------------------------------------------------- | --- |
| Godzina: 19:30 | I. Scherzer (EQ) 10:05 F. Lanzinger (EQ) 48:46 I. Scherzer (EA) 56:17 | (1:1, 0:1, 2:2) | 09:28 (EQ) D. Olsson 38:46 (PP) A. Schioldan 43:39 (EQ) O. Marloth 45:02 (EQ) H. Thomsen | Widzów: 114 Sędzia główny: Achim Mooseberger Alexander Österberg Sędziowie liniowi: Barna Kis-Király David Szabo |
| Godzina: 19:30 | 6 min. kar                                                            |                 | 4 min. kar                                                                               | Widzów: 114 Sędzia główny: Achim Mooseberger Alexander Österberg Sędziowie liniowi: Barna Kis-Király David Szabo |

| 14 grudnia 2023 | Kazachstan | 3:1 | Japonia | Tüskecsarnok, Budapeszt |

| Szczegóły      | Szczegóły                                                               | Szczegóły       | Szczegóły            | Szczegóły                                                                                                   |
| -------------- | ----------------------------------------------------------------------- | --------------- | -------------------- | --- |
| Godzina: 12:30 | J. Smołijaninow (EQ) 18:30 K. Łjapunow (PP) 38:21 R. Ospanow (EQ) 53:17 | (1:1, 1:0, 1:0) | 06:23 (EQ) K. Sasaki | Widzów: 92 Sędzia główny: Achim Mooseberger Christian Persson Sędziowie liniowi: Brian Birkhoff David Szabo |
| Godzina: 12:30 | 8 min. kar                                                              |                 | 14 min. kar          | Widzów: 92 Sędzia główny: Achim Mooseberger Christian Persson Sędziowie liniowi: Brian Birkhoff David Szabo |

| 14 grudnia 2023 | Francja | 7:4 | Austria | Tüskecsarnok, Budapeszt |

| Szczegóły      | Szczegóły | Szczegóły       | Szczegóły                                                                          | Szczegóły                                                                                                |
| -------------- | --- | --------------- | ---------------------------------------------------------------------------------- | --- |
| Godzina: 16:00 | H. Nogaretto (EQ) 08:03 V. Grossetete (PP) 11:39 A. Addamo (PP) 22:40 E. Tavernier (PP) 23:44 T. Toubhans-Besnier (EQ) 35:33 R. Chauvel (SH) 54:17 V. Grossetete (EQ/ENG) 59:21 | (2:1, 3:1, 2:2) | 19:45 (EQ) L. Erne 27:23 (EQ) M. Wurzer 43:39 (EQ) J. Neumann 52:00 (EQ) J. Dobnig | Widzów: 134 Sędzia główny: Michał Baca Martin Jobbagy Sędziowie liniowi: Emil Dalsgaard Barna Kis-Király |
| Godzina: 16:00 | 8 min. kar |                 | 8 min. kar                                                                         | Widzów: 134 Sędzia główny: Michał Baca Martin Jobbagy Sędziowie liniowi: Emil Dalsgaard Barna Kis-Király |

| 14 grudnia 2023 | Węgry | 1:3 | Dania | Tüskecsarnok, Budapeszt |

| Szczegóły      | Szczegóły             | Szczegóły       | Szczegóły                                                      | Szczegóły |
| -------------- | --------------------- | --------------- | -------------------------------------------------------------- | --- |
| Godzina: 19:30 | B. Horváth (EQ) 24:08 | (0:2, 1:0, 0:1) | 05:02 (EQ) A. Linde 09:47 (PP) T. Mondrup 48:06 (EQ) D. Olsson | Widzów: 938 Sędzia główny: Alexander Österberg Christian Ofner Sędziowie liniowi: Dominik Altmann Tadej Snoj |
| Godzina: 19:30 | 4 min. kar            |                 | 4 min. kar                                                     | Widzów: 938 Sędzia główny: Alexander Österberg Christian Ofner Sędziowie liniowi: Dominik Altmann Tadej Snoj |

| 16 grudnia 2023 | Dania | 5:1 | Japonia | Tüskecsarnok, Budapeszt |

| Szczegóły      | Szczegóły | Szczegóły       | Szczegóły            | Szczegóły                                                                                             |
| -------------- | --- | --------------- | -------------------- | --- |
| Godzina: 12:30 | T. Mondrup (EQ) 03:48 A. Schioldan (EQ) 05:37 E. Lundmark (EQ) 39:19 D. Olsson (EQ) 44:59 A. Schioldan (EQ) 48:02 | (2:1, 1:0, 2:0) | 16:43 (EQ) S. Takeda | Widzów: 98 Sędzia główny: Michał Baca Achim Mooseberger Sędziowie liniowi: Dominik Altmann Tadej Snoj |
| Godzina: 12:30 | 6 min. kar |                 | 8 min. kar           | Widzów: 98 Sędzia główny: Michał Baca Achim Mooseberger Sędziowie liniowi: Dominik Altmann Tadej Snoj |

| 16 grudnia 2023 | Francja | 0:4 | Węgry | Tüskecsarnok, Budapeszt |

| Szczegóły      | Szczegóły  | Szczegóły       | Szczegóły                                                                           | Szczegóły |
| -------------- | ---------- | --------------- | ----------------------------------------------------------------------------------- | --- |
| Godzina: 16:00 |            | (0:1, 0:2, 0:1) | 03:23 (EQ) F. Laskawy 21:47 (EQ) L. Simon 22:21 (EQ) B. Hiezl 44:49 (EQ) B. Horváth | Widzów: 1474 Sędzia główny: Martin Jobbagy Alexander Österberg Sędziowie liniowi: Brian Birkhoff Tomas Gegan |
| Godzina: 16:00 | 4 min. kar |                 | 2 min. kar                                                                          | Widzów: 1474 Sędzia główny: Martin Jobbagy Alexander Österberg Sędziowie liniowi: Brian Birkhoff Tomas Gegan |

| 16 grudnia 2023 | Austria | 7:6 pk. | Kazachstan | Tüskecsarnok, Budapeszt |

| Szczegóły      | Szczegóły | Szczegóły                 | Szczegóły | Szczegóły |
| -------------- | --- | ------------------------- | --- | --- |
| Godzina: 19:30 | L. Erne (EQ) 01:16 J. Lippitsch (SH) 10:04 L. Erne (EQ) 18:09 T. Klassek (EQ) 21:50 F. Lanzinger (EQ) 46:11 J. Neumann (EA) 58:43 D. Cernik (GWG) 65:00 | (3:2, 1:4, 2:0, 0:0, 1:0) | 04:37 (EQ) A. Kim 13:54 (PP) S. Simonow 24:17 (EQ) A. Kim 29:05 (PP) R. Ospanow 37:09 (EQ) A. Bejsiembajew 39:24 (EQ) R. Jermak | Widzów: 214 Sędzia główny: Zsombor Palkovi Christian Persson Sędziowie liniowi: Emil Dalsgaard Barna Kis-Király |
| Godzina: 19:30 | 14 min. kar |                           | 6 min. kar | Widzów: 214 Sędzia główny: Zsombor Palkovi Christian Persson Sędziowie liniowi: Emil Dalsgaard Barna Kis-Király |

Tabela
| Lp. | Zespół     | M | Pkt | Z | Zd | Pd | P | G+ | G- | +/− |
| --- | ---------- | - | --- | - | -- | -- | - | -- | -- | --- |
| 1   | Kazachstan | 5 | 13  | 4 | 0  | 1  | 0 | 21 | 12 | +9  |
| 2   | Francja    | 5 | 9   | 3 | 0  | 0  | 2 | 18 | 19 | -1  |
| 3   | Dania      | 5 | 9   | 3 | 0  | 0  | 2 | 18 | 14 | +4  |
| 4   | Austria    | 5 | 8   | 2 | 1  | 0  | 2 | 22 | 21 | +1  |
| 5   | Węgry      | 5 | 4   | 1 | 0  | 1  | 3 | 13 | 16 | -3  |
| 6   | Japonia    | 5 | 2   | 0 | 1  | 0  | 4 | 12 | 22 | -10 |

    = awans do elity
    = utrzymanie w I dywizji grupie A
    = spadek do I dywizji grupy B
Statystyki indywidualne
- Klasyfikacja strzelców:  Valentin Grossetete: 5 goli[1]
- Klasyfikacja asystentów:  James Eyre: 5 asyst[2]
- Klasyfikacja kanadyjska:  Albert Schioldan: 8 punktów[3]
- Klasyfikacja kanadyjska obrońców:  James Eyre: 5 punktów[4]
- Klasyfikacja +/−:  Kiriłł Chan
 Daniel Olsson: +6[5]
- Klasyfikacja skuteczności interwencji bramkarzy:  Władimir Nikitin: 94,44%[6]
- Klasyfikacja średniej goli straconych na mecz bramkarzy:  Władimir Nikitin: 1,48[6]
- Klasyfikacja minut kar:  David Cernik
 Taisei Takasaki: 8 minut[7]

Nagrody indywidualne
Dyrektoriat turnieju wybrał trójkę najlepszych zawodników na każdej pozycji:
- Bramkarz:  Władimir Nikitin
- Obrońca:  James Eyre
- Napastnik:  Emil Tavernier

## Grupa B
Wyniki
| 11 grudnia 2023 | Estonia | 1:5 | Włochy | Ice Arena Bled, Bled |

| Szczegóły      | Szczegóły              | Szczegóły       | Szczegóły | Szczegóły                                                                                                   |
| -------------- | ---------------------- | --------------- | --- | --- |
| Godzina: 12:30 | M. Potšinok (PP) 24:15 | (0:2, 1:2, 0:1) | 09:35 (EQ) T. Madaschi 15:47 (PP) A. Lobis 31:33 (PP) A. Lobis 35:20 (PP) T. De Luca 46:20 (PP2) T. Purdeller | Widzów: 44 Sędzia główny: Gergely Korbuly Niclas Lundsgaard Sędziowie liniowi: Matthew Heinen Matus Stanzel |
| Godzina: 12:30 | 14 min. kar            |                 | 12 min. kar                                                                                                   | Widzów: 44 Sędzia główny: Gergely Korbuly Niclas Lundsgaard Sędziowie liniowi: Matthew Heinen Matus Stanzel |

| 11 grudnia 2023 | Polska | 1:5 | Ukraina | Ice Arena Bled, Bled |

| Szczegóły      | Szczegóły               | Szczegóły       | Szczegóły | Szczegóły                                                                                              |
| -------------- | ----------------------- | --------------- | --- | --- |
| Godzina: 16:00 | M. Siekierka (EQ) 57:34 | (0:1, 0:1, 1:3) | 03:16 (EQ) O. Dachowskij 30:55 (EQ) O. Szapowałow 41:44 (EQ) W. Troszkin 46:03 (EQ) O. Jewtiechow 57:11 (EQ) M. Sidorenko | Widzów: 52 Sędzia główny: Ludek Pilny Janne Wuorenheimo Sędziowie liniowi: Filip Jeram Herman Johansen |
| Godzina: 16:00 | 12 min. kar             |                 | 27 min. kar | Widzów: 52 Sędzia główny: Ludek Pilny Janne Wuorenheimo Sędziowie liniowi: Filip Jeram Herman Johansen |

| 11 grudnia 2023 | Chorwacja | 0:7 | Słowenia | Ice Arena Bled, Bled |

| Szczegóły      | Szczegóły  | Szczegóły       | Szczegóły | Szczegóły                                                                                               |
| -------------- | ---------- | --------------- | --- | --- |
| Godzina: 19:30 |            | (0:1, 0:4, 0:2) | 05:12 (PP) M. Crnkič 20:20 (EQ) N. Langus 29:06 (EQ) A. Žeželj 30:08 (PP) N. Langus 31:53 (SH) T. Hebar 47:45 (EQ) M. Sever 51:56 (EQ) T. Hebar | Widzów: 241 Sędzia główny: Tanner Doiron Chris van Grinsven Sędziowie liniowi: Nathy Bürgy Joshua Römer |
| Godzina: 19:30 | 8 min. kar |                 | 4 min. kar | Widzów: 241 Sędzia główny: Tanner Doiron Chris van Grinsven Sędziowie liniowi: Nathy Bürgy Joshua Römer |

| 12 grudnia 2023 | Ukraina | 5:1 | Estonia | Ice Arena Bled, Bled |

| Szczegóły      | Szczegóły | Szczegóły       | Szczegóły             | Szczegóły                                                                                                |
| -------------- | --- | --------------- | --------------------- | --- |
| Godzina: 12:30 | I. Dubski (EQ) 26:16 M. Sidorenko (EQ) 46:52 I. Kryklia (EQ) 48:29 O. Dachowskij (PP) 54:58 M. Kowalczuk (EQ/ENG) 58:48 | (0:1, 1:0, 4:0) | 13:12 (PP) D. Morozov | Widzów: 26 Sędzia główny: Patrick Fichtner Niclas Lundsgaard Sędziowie liniowi: Nathy Bürgy Petja Murnik |
| Godzina: 12:30 | 6 min. kar |                 | 6 min. kar            | Widzów: 26 Sędzia główny: Patrick Fichtner Niclas Lundsgaard Sędziowie liniowi: Nathy Bürgy Petja Murnik |

| 12 grudnia 2023 | Włochy | 11:2 | Chorwacja | Ice Arena Bled, Bled |

| Szczegóły      | Szczegóły | Szczegóły       | Szczegóły                                   | Szczegóły                                                                                       |
| -------------- | --- | --------------- | ------------------------------------------- | ----------------------------------------------------------------------------------------------- |
| Godzina: 16:00 | L. Zandegiacomo Mistrotione (EQ) 09:47 N. Garau (PP) 11:28 A. Segafredo (SH) 15:46 A. Segafredo (EQ) 23:15 M. S. Covelli (EQ) 28:11 L. Zandegiacomo Mistrotione (EQ) 30:06 A. Segafredo (EQ) 30:36 N. Remolato (PP) 33:13 N. Garau (EQ) 39:27 O. P. Albis (EQ) 40:53 N. Remolato (EQ) 45:42 | (3:0, 6:2, 2:0) | 23:48 (EQ) M. Šimunković 27:08 (EQ) T. Alić | Widzów: 54 Sędzia główny: Tanner Doiron Ludek Pilny Sędziowie liniowi: Filip Jeram Joshua Römer |
| Godzina: 16:00 | 4 min. kar |                 | 8 min. kar                                  | Widzów: 54 Sędzia główny: Tanner Doiron Ludek Pilny Sędziowie liniowi: Filip Jeram Joshua Römer |

| 12 grudnia 2023 | Słowenia | 3:0 | Polska | Ice Arena Bled, Bled |

| Szczegóły      | Szczegóły                                                        | Szczegóły       | Szczegóły   | Szczegóły |
| -------------- | ---------------------------------------------------------------- | --------------- | ----------- | --- |
| Godzina: 19:30 | T. Lesničar (EQ) 19:11 N. Langus (PP) 31:45 A. Žeželj (PP) 36:28 | (1:0, 2:0, 0:0) |             | Widzów: 237 Sędzia główny: Gergely Korbuly Janne Wuorenheimo Sędziowie liniowi: Matthew Heinen Matus Stanzel |
| Godzina: 19:30 | 8 min. kar                                                       |                 | 12 min. kar | Widzów: 237 Sędzia główny: Gergely Korbuly Janne Wuorenheimo Sędziowie liniowi: Matthew Heinen Matus Stanzel |

| 14 grudnia 2023 | Chorwacja | 5:4 pk. | Polska | Ice Arena Bled, Bled |

| Szczegóły      | Szczegóły | Szczegóły                 | Szczegóły                                                                                      | Szczegóły                                                                                                  |
| -------------- | --- | ------------------------- | ---------------------------------------------------------------------------------------------- | --- |
| Godzina: 12:30 | F. Kašparek (EQ) 22:21 R. Goršić (EQ) 49:37 R. Goršić (EA) 58:30 B. Idžan (EA) 59:15 L. Bodiroga (GWG) 65:00 | (0:0, 1:2, 3:2, 0:0, 1:0) | 23:20 (EQ) O. Kurnicki 34:07 (PP) S. Kucharski 44:46 (EQ) M. Siekierka 56:35 (PP) S. Kucharski | Widzów: 54 Sędzia główny: Gergely Korbuly Chris van Grinsven Sędziowie liniowi: Matthew Heinen Filip Jeram |
| Godzina: 12:30 | 10 min. kar                                                                                                  |                           | 4 min. kar                                                                                     | Widzów: 54 Sędzia główny: Gergely Korbuly Chris van Grinsven Sędziowie liniowi: Matthew Heinen Filip Jeram |

| 14 grudnia 2023 | Słowenia | 5:2 | Estonia | Ice Arena Bled, Bled |

| Szczegóły      | Szczegóły | Szczegóły       | Szczegóły                                      | Szczegóły                                                                                           |
| -------------- | --- | --------------- | ---------------------------------------------- | --------------------------------------------------------------------------------------------------- |
| Godzina: 16:00 | L. Kumanović (EQ) 03:17 A. Žeželj (EQ) 07:16 F. Sitar (PP) 32:08 T. Lesničar (PP) 36:42 M. Beričič (EQ/ENG) 59:25 | (2:0, 2:1, 1:1) | 39:30 (EQ) M. Potšinok 57:40 (EQ) J. Proskurin | Widzów: 127 Sędzia główny: Patrick Fichtner Ludek Pilny Sędziowie liniowi: Nathy Bürgy Joshua Römer |
| Godzina: 16:00 | 27 min. kar |                 | 8 min. kar                                     | Widzów: 127 Sędzia główny: Patrick Fichtner Ludek Pilny Sędziowie liniowi: Nathy Bürgy Joshua Römer |

| 14 grudnia 2023 | Ukraina | 5:4 pd. | Włochy | Ice Arena Bled, Bled |

| Szczegóły      | Szczegóły | Szczegóły            | Szczegóły                                                                              | Szczegóły                                                                                                 |
| -------------- | --- | -------------------- | -------------------------------------------------------------------------------------- | --- |
| Godzina: 19:30 | I. Kryklia (EQ) 13:15 M. Sidorenko (EQ) 31:30 M. Sidorenko (PS) 49:35 S. Steciura (SH) 55:46 M. Sidorenko (EQ) 61:48 | (1:1, 1:3, 2:0, 1:0) | 05:33 (PP) A. Segafredo 20:42 (PP) A. Lobis 23:45 (EQ) T. Madaschi 25:15 (EQ) J. Prast | Widzów: 67 Sędzia główny: Tanner Doiron Janne Wuorenheimo Sędziowie liniowi: Herman Johansen Petja Murnik |
| Godzina: 19:30 | 18 min. kar |                      | 8 min. kar                                                                             | Widzów: 67 Sędzia główny: Tanner Doiron Janne Wuorenheimo Sędziowie liniowi: Herman Johansen Petja Murnik |

| 15 grudnia 2023 | Polska | 0:3 | Estonia | Ice Arena Bled, Bled |

| Szczegóły      | Szczegóły  | Szczegóły       | Szczegóły                                                                | Szczegóły                                                                                              |
| -------------- | ---------- | --------------- | ------------------------------------------------------------------------ | --- |
| Godzina: 12:30 |            | (0:1, 0:0, 0:2) | 01:15 (EQ) N. Stepanov 47:39 (EQ) N. Stepanov 58:48 (EQ/ENG) N. Stepanov | Widzów: 37 Sędzia główny: Tanner Doiron Chris van Grinsven Sędziowie liniowi: Filip Jeram Petja Murnik |
| Godzina: 12:30 | 2 min. kar |                 | 6 min. kar                                                               | Widzów: 37 Sędzia główny: Tanner Doiron Chris van Grinsven Sędziowie liniowi: Filip Jeram Petja Murnik |

| 15 grudnia 2023 | Ukraina | 5:2 | Chorwacja | Ice Arena Bled, Bled |

| Szczegóły      | Szczegóły | Szczegóły       | Szczegóły                                    | Szczegóły |
| -------------- | --- | --------------- | -------------------------------------------- | --- |
| Godzina: 16:00 | M. Polonycky (EQ) 06:34 M. Sidorenko (PS) 46:28 O. Szapowałow (EQ) 48:37 M. Sidorenko (EQ) 49:12 O. Dachowskij (PP) 53:09 | (1:0, 0:2, 4:0) | 24:42 (EQ) K. Marinković 37:10 (EQ) N. Jurić | Widzów: 72 Sędzia główny: Patrick Fichtner Gergely Korbuly Sędziowie liniowi: Matthew Heinen Herman Johansen |
| Godzina: 16:00 | 2 min. kar |                 | 6 min. kar                                   | Widzów: 72 Sędzia główny: Patrick Fichtner Gergely Korbuly Sędziowie liniowi: Matthew Heinen Herman Johansen |

| 15 grudnia 2023 | Włochy | 1:5 | Słowenia | Ice Arena Bled, Bled |

| Szczegóły      | Szczegóły               | Szczegóły       | Szczegóły                                                                                                | Szczegóły                                                                                             |
| -------------- | ----------------------- | --------------- | --- | --- |
| Godzina: 19:30 | A. Segafredo (EQ) 21:16 | (0:2, 1:1, 0:2) | 01:25 (EQ) L. Kumanović 14:59 (EQ) F. Sitar 33:34 (EQ) A. Žeželj 40:13 (EQ) F. Sitar 50:02 (PP) M. Sever | Widzów: 473 Sędzia główny: Niclas Lundsgaard Ludek Pilny Sędziowie liniowi: Nathy Bürgy Matus Stanzel |
| Godzina: 19:30 | 8 min. kar              |                 | 10 min. kar                                                                                              | Widzów: 473 Sędzia główny: Niclas Lundsgaard Ludek Pilny Sędziowie liniowi: Nathy Bürgy Matus Stanzel |

| 17 grudnia 2023 | Estonia | 8:3 | Chorwacja | Ice Arena Bled, Bled |

| Szczegóły      | Szczegóły | Szczegóły       | Szczegóły                                                      | Szczegóły                                                                                               |
| -------------- | --- | --------------- | -------------------------------------------------------------- | --- |
| Godzina: 12:30 | E. Potšinok (EQ) 02:17 M. Potšinok (EQ) 04:47 D. Kontseus (PP) 16:45 M. Potšinok (PP) 19:34 D. Timofejev (EQ) 20:46 M. Potšinok (EQ) 28:32 E. Potšinok (EQ) 40:36 D. Kontseus (EQ) 45:35 | (4:0, 2:3, 2:0) | 24:34 (PP) B. Idžan 27:42 (EQ) L. Bezuk 34:51 (EQ) F. Kašparek | Widzów: 37 Sędzia główny: Niclas Lundsgaard Ludek Pilny Sędziowie liniowi: Herman Johansen Joshua Römer |
| Godzina: 12:30 | 10 min. kar |                 | 12 min. kar                                                    | Widzów: 37 Sędzia główny: Niclas Lundsgaard Ludek Pilny Sędziowie liniowi: Herman Johansen Joshua Römer |

| 17 grudnia 2023 | Włochy | 3:4 | Polska | Ice Arena Bled, Bled |

| Szczegóły      | Szczegóły                                                         | Szczegóły       | Szczegóły                                                                                  | Szczegóły                                                                                                 |
| -------------- | ----------------------------------------------------------------- | --------------- | ------------------------------------------------------------------------------------------ | --- |
| Godzina: 16:00 | T. Madaschi (PP) 19:58 A. Lobis (EQ) 33:02 N. Remolato (EQ) 39:53 | (1:2, 2:0, 0:2) | 15:55 (PP) M. Kusak 18:19 (EQ) P. Ciepielewski 47:55 (EQ) A. Gromadzki 48:15 (PS) M. Kusak | Widzów: 54 Sędzia główny: Patrick Fichtner Chris van Grinsven Sędziowie liniowi: Filip Jeram Petja Murnik |
| Godzina: 16:00 | 8 min. kar                                                        |                 | 4 min. kar                                                                                 | Widzów: 54 Sędzia główny: Patrick Fichtner Chris van Grinsven Sędziowie liniowi: Filip Jeram Petja Murnik |

| 17 grudnia 2023 | Słowenia | 5:3 | Ukraina | Ice Arena Bled, Bled |

| Szczegóły      | Szczegóły                                                                                               | Szczegóły       | Szczegóły                                                             | Szczegóły                                                                                                  |
| -------------- | --- | --------------- | --------------------------------------------------------------------- | --- |
| Godzina: 19:30 | F. Sitar (EQ) 12:17 M. Crnkič (EQ) 20:37 M. Sever (EQ) 39:15 F. Sitar (EQ) 41:48 Ž. Š. Leben (EQ) 44:33 | (1:0, 2:3, 2:0) | 22:10 (EQ) I. Szamardin 34:15 (EQ) M. Sidorenko 38:24 (EQ) G. Simczuk | Widzów: 587 Sędzia główny: Tanner Doiron Janne Wuorenheimo Sędziowie liniowi: Matthew Heinen Matus Stanzel |
| Godzina: 19:30 | 22 min. kar                                                                                             |                 | 55 min. kar                                                           | Widzów: 587 Sędzia główny: Tanner Doiron Janne Wuorenheimo Sędziowie liniowi: Matthew Heinen Matus Stanzel |

Tabela
| Lp. | Zespół    | M | Pkt | Z | Zd | Pd | P | G+ | G- | +/− |
| --- | --------- | - | --- | - | -- | -- | - | -- | -- | --- |
| 1   | Słowenia  | 5 | 15  | 5 | 0  | 0  | 0 | 25 | 6  | +19 |
| 2   | Ukraina   | 5 | 11  | 3 | 1  | 0  | 1 | 23 | 13 | +10 |
| 3   | Włochy    | 5 | 7   | 2 | 0  | 1  | 2 | 24 | 17 | +7  |
| 4   | Estonia   | 5 | 6   | 2 | 0  | 0  | 3 | 15 | 18 | -3  |
| 5   | Polska    | 5 | 4   | 1 | 0  | 1  | 3 | 9  | 19 | -10 |
| 6   | Chorwacja | 5 | 2   | 0 | 1  | 0  | 4 | 12 | 35 | -23 |

    = awans do I dywizji grupy A
    = utrzymanie w I dywizji grupie B
    = spadek do II dywizji grupy A
Statystyki indywidualne
- Klasyfikacja strzelców:  Mykyta Sidorenko: 8 goli[9]
- Klasyfikacja asystentów:  Tommaso de Luca: 9 asyst[10]
- Klasyfikacja kanadyjska:  Mykyta Sidorenko: 12 punktów[11]
- Klasyfikacja kanadyjska obrońców:  Tian Hebar: 6 punktów[12]
- Klasyfikacja +/−:  Filip Sitar: +8[13]
- Klasyfikacja skuteczności interwencji bramkarzy:  Lan Kavčič: 93,62%[14]
- Klasyfikacja średniej goli straconych na mecz bramkarzy:  Lan Kavčič: 1,20[14]
- Klasyfikacja minut kar:  Ožbe Šlibar
 Serhij Steciura: 27 minut[15]

Nagrody indywidualne
Dyrektoriat turnieju wybrał trójkę najlepszych zawodników na każdej pozycji:
- Bramkarz:  Lan Kavčič
- Obrońca:  Tian Hebar
- Napastnik:  Mykyta Sidorenko